# Cârjoaia, Iași
Cârjoaia este un sat în comuna Cotnari din județul Iași, Moldova, România.

## Obiective turistice
- Podul medieval din Cârjoaia - pod de piatră din secolul al XV-lea (din epoca lui Ștefan cel Mare)

## Legături externe
Materiale media legate de Cârjoaia la Wikimedia Commons